# موتور بمب علي مراد بهرام نجاد (أرزوئية)
موتور بمب علي مراد بهرام نجاد (بالإنجليزية: Mowtowr Pamp-e Ali Morad Bahram Nezhad)‏ هي منطقة سكنية تقع في إيران في Arzuiyeh Rural District. يقدر عدد سكانها بـ 35 نسمة .